# Cirkus bude!
Cirkus bude! je československý komediální film z roku 1954. Natočil jej režisér Oldřich Lipský podle scénáře Ivana Osvalda. Jednalo se o Lipského režijní debut a zároveň o jeho první filmový projekt s cirkusovou tematikou. Jaroslav Marvan v něm ztvárnil inspicienta cirkusu Františka Lišku, který přislíbil výpravě zemědělských rekreantů realizaci improvizovaného cirkusového představení, když se ukázalo, že mají koupené vstupenky na den, kdy mají zaměstnanci cirkusu volno. Další hlavní role obsadili Rudolf Hrušínský, František Filipovský, Irena Kačírková a Rudolf Deyl mladší. Snímek z produkce Studia uměleckého filmu měl premiéru 15. října 1954.

## Děj
Inspicient Liška (Jaroslav Marvan) odpočívá spolu s pokladní Marií (Irena Kačírková) během pondělního volného dne v cirkusu Slavia, zatímco je většina artistů, krotitelů a dalších účinkujících ve svém volnu pryč. Do toho ale přijede zemědělský rekreační referent Bláha (Rudolf Hrušínský) s několika autobusy naloženými rekreanty, kteří mají zakoupené vstupenky na představení. Když se totiž překládalo volno z pátku na pondělí, někdo na již tři měsíce vyprodané představení zapomněl. 
Liška se rozhodne dokázat, že zvládne improvizované představení pro publikum, které přijelo z daleka, zařídit za každou cenu. Proti tomu je však byrokratický zástupce ředitele (František Filipovský) a zpočátku odmítá spolupracovat i kverulující garderobiér Rudolfek (Rudolf Deyl ml.). Liška ovšem ze všech sil skládá dohromady svérázný zábavní program a spolu s Marií shání účinkují po celé Praze: v artistickém výcvikovém středisku, po bytech, v paláci Lucerna i na svatbě v hotelu Central. Nakonec jsou všichni odměněni nadšenými diváckými ovacemi.

## Postavy a obsazení
| Jaroslav Marvan      | František Liška, inspicient cirkusu Slavia                                     |
| Rudolf Hrušínský     | Gustav Bláha, kulturní referent ministerstva zemědělství                       |
| František Filipovský | Richard Ostrý, zástupce podnikového ředitele cirkusu pro věci správní a právní |
| Irena Kačírková      | Marie, pokladní                                                                |
| Rudolf Deyl ml.      | Rudolfek, zvaný Dolfín, garderobiér                                            |
| Bohuš Záhorský       | Václav Maryška, divák                                                          |
| Václav Trégl         | Nacházel, divák                                                                |
| Eman Fiala           | dirigent cirkusového orchestru                                                 |
| Jaroslav Vojta       | Voráček, svatebčan                                                             |
| Lubomír Lipský       | Bedra, hudební klaun                                                           |
| Miloš Kopecký        | Tonda, hudební klaun                                                           |
| Josef Kemr           | Jarda Hájek, krotitel                                                          |
| Ota Motyčka          | kapelník venkovské dechovky                                                    |
| Josef Beyvl          | Kyška, svatebčan a cirkusák                                                    |
| František Černý      | Jarda Hálek, řezník                                                            |
| Karel Effa           | Karel, taxikář                                                                 |
| Josef Hlinomaz       | Josef, taxikář                                                                 |
| František Kreuzmann  | svatebčan                                                                      |
| František Klika      | muž na lochnesce                                                               |
| Fanda Mrázek         | Jindřich Kadečka, svatebčan                                                    |
| Miloš Nesvadba       | muž v masce Zorra                                                              |
| Jiří Sovák           | údržbář cirkusu                                                                |
| Bedřich Veverka      | svatebčan                                                                      |

## Uvedení a ocenění
Film byl uveden na 8. mezinárodním filmovém festivalu v Karlových Varech a získal cenu za filmovou veselohru, vysoce hodnocen byl za scenáristickou a režijní práci i za herecké výkony. Byl také promítán na mezinárodním filmovém festivalu v Edinburghu. K uvedení jej nakoupilo 54 zemí světa.

## Cirkus v Lipského filmech
Cirkus bude! byl první filmový projekt tehdy třicetiletého Oldřicha Lipského s cirkusovou tematikou, zdaleka však ne poslední. K tématu se vrátil v roce 1960, kdy natočil dokumentární snímek Cirkus jede!. V 70. letech přidal další komedii Šest medvědů s Cibulkou (1972) a do třetice Cirkus v cirkuse (1975). Připravoval pak ještě scénář k televiznímu seriálu Cirkus Humberto, jehož realizace se však už nedočkal.